# Liam Phillips
Liam Peter Phillips (nascido em 11 de março de 1989) é um ciclista de BMX representando Reino Unido. Em 2013, ele ganhou o campeonato mundial de ciclismo de BMX da UCI, o seu primeiro.
Ele ganhou seu primeiro título europeu em 1999 e representou o Reino Unido nos Jogos Olímpicos de 2008 e novamente em 2012, apesar de ter quebrado a clavícula pouco antes.